# Igreja da Suécia

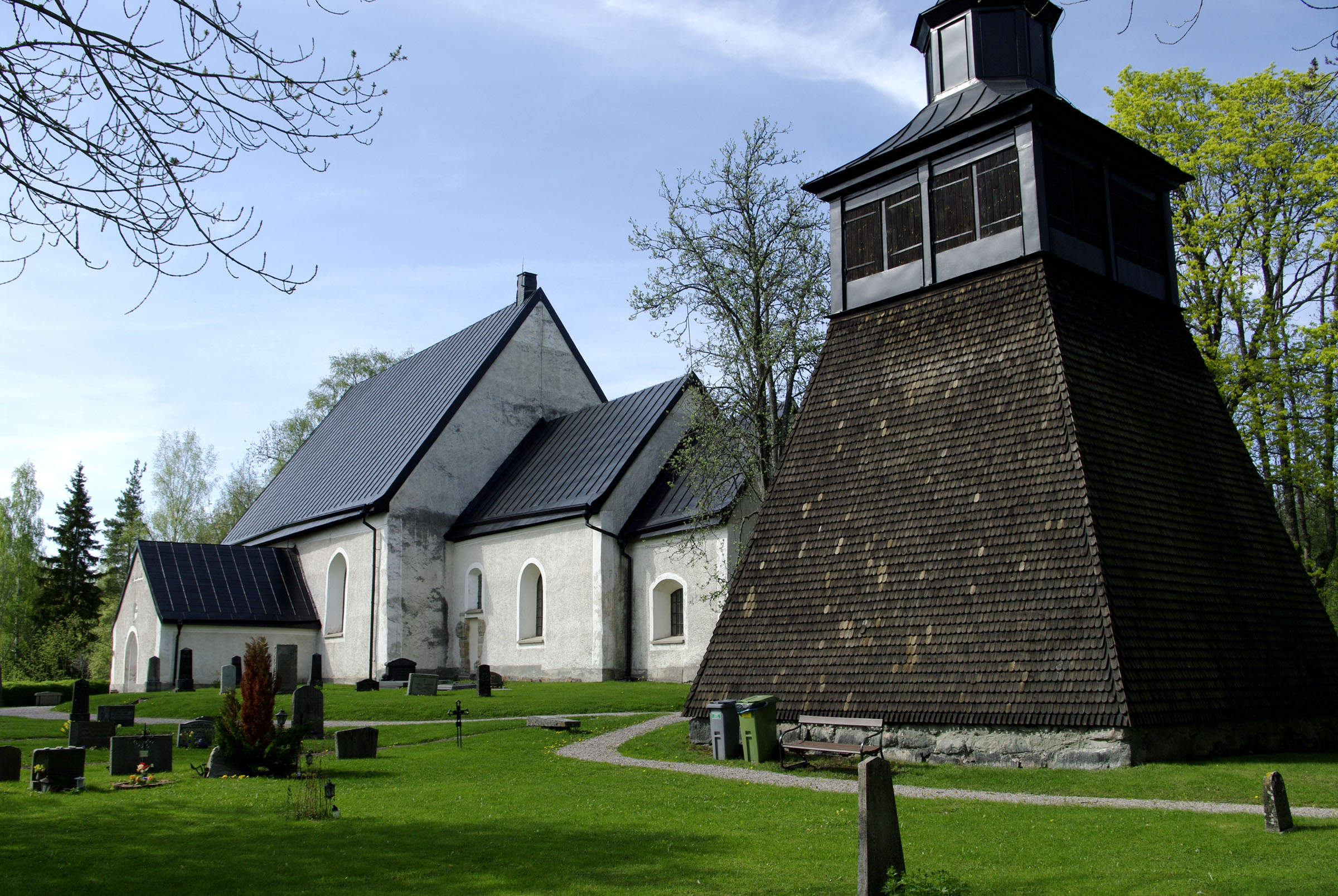
Igreja de Torpa

A Igreja da Suécia (em sueco: Svenska kyrkan) é uma igreja luterana que abandonou em 1527 os dogmas da Igreja Católica Romana, ao aderir aos postulados da Reforma Protestante, por decisão dos bispos na cidade de Västerås. Esteve subordinada ao estado de 1536 a 1999.
Até 1999 era uma igreja de estado (statskyrka), subordinada ao Governo da Suécia, que nomeava os seus bispos. Em 2000 passou a ser autónoma em relação ao estado, embora regulada pela Lei da Igreja da Suécia (SFS 1998:1591), pela qual tem de seguir a fé evangélica-luterana, ser democrática e abranger todo o território da Suécia.
Em 2000, quando se separou do estado, tinha como membros 83% da população sueca. Em 2019, tem 56,4%.
Atualmente tem 5,8 milhões de membros, fazendo parte da Federação Luterana Mundial. Aceita a ordenação feminina desde 1958, e consequentemente há inúmeras mulheres-padres, algumas bispas, e entre 2014 e 2022 uma arcebispa — Antje Jackelén. Dado o caráter controverso da questão, tem havido deserções internas de membros descontentes com esta opção.
Em 2020, a Igreja tem mais mulheres do que homens a desempenhar funções de sacerdotes. São 1533 mulheres sacerdotes para 1527 homens.
A Igreja da Suécia é composta por 13 dioceses, dirigidas por 13 bispos, liderados por um arcebispo residente em Uppsala, desde 1164.

## História
Pouco depois de tomar o poder em 1523, Gustavo Vasa dirigiu-se ao papa em Roma com um pedido de confirmação de Johannes Magnus como arcebispo da Suécia, no lugar de Gustavo Trolle, que havia sido formalmente deposto e exilado pelo Riksdag dos Estados.
Gustavo prometeu ser um filho obediente da Igreja, se o papa confirmasse as eleições de seus bispos. Mas o papa solicitou que o Trolle fosse reinstalado. O rei Gustavo protestou promovendo os reformadores suecos, os irmãos Olaus, Laurentius Petri e Laurentius Andreae. O rei apoiou a impressão de textos de reforma, com os irmãos Petri como os principais instrutores dos textos. Em 1526, todas as gráficas católicas foram suprimidas, e dois terços dos dízimos da Igreja foram apropriados para o pagamento da dívida nacional. Uma violação final foi feita com as tradições da antiga religião no Riksdag chamado pelo rei em Västerås em 1544.
Outras mudanças da reforma incluíram a abolição de alguns rituais católicos. No entanto, as mudanças não foram tão drásticas quanto na Alemanha; em muitas igrejas suecas ainda hoje existem artefatos da época católica, como cruzes, crucifixos e ícones. E muitos dias santos, baseados nos dias santos, não foram removidos do calendário até o final do século XVIII devido à forte resistência da população.
Após a morte de Gustavo Vasa, a Suécia foi governada por um rei com tendências católicas, João III, e outro abertamente católico, o filho de João, Sigismundo, que também era governante da Polônia católica, mas acabou sendo deposto do trono sueco por seu tio. Este último, que aderiu ao trono como Carlos IX, usou a igreja luterana como um instrumento em sua luta pelo poder contra seu sobrinho, mas sabe-se que teve tendências calvinistas.
Durante a era seguinte à Reforma Protestante, geralmente conhecida como o período da Ortodoxia Luterana, pequenos grupos de não-luteranos, especialmente holandeses calvinistas, a Igreja da Morávia e imigrantes valões do sul da Holanda, desempenharam um papel significativo no comércio e na indústria, e foram tolerado silenciosamente, desde que mantivessem um perfil baixo.

## Organização

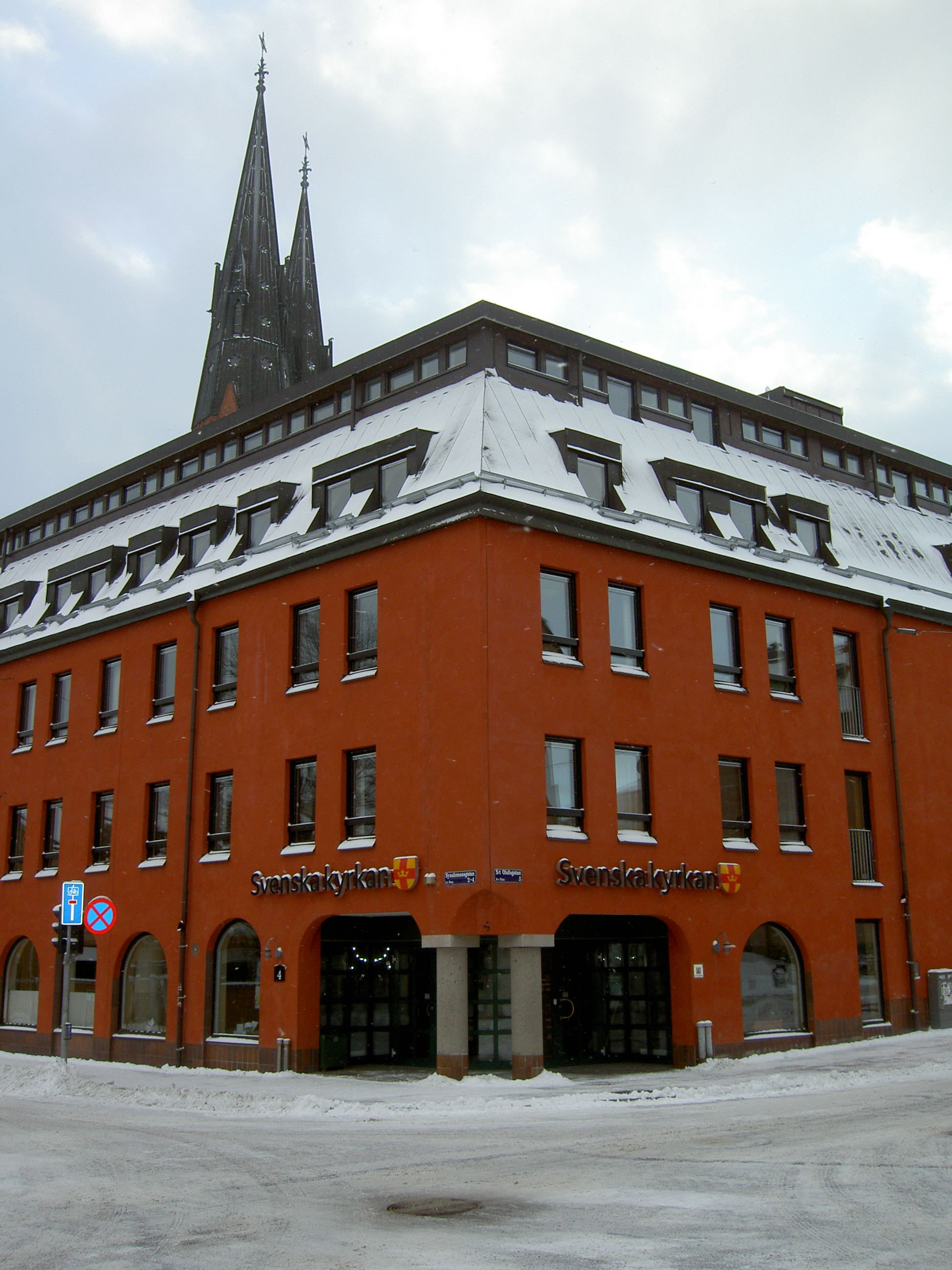
A Casa da Igreja (Kyrkans Hus) em Uppsala, onde está instalada a Chancelaria da Igreja da Suécia. Ao fundo está a Catedral de Uppsala

A Igreja da Suécia é dividida em treze dioceses, cada uma com um bispo e catedral. Um bispo é eleito por sacerdotes, diáconos e alguns leigos na diocese e é o presidente da catedral. Os membros sacerdotes e diáconos da catedral são eleitos pelos sacerdotes e diáconos da diocese e seus membros leigos pelo stiftsfullmäktige, um corpo eleito pelos membros da igreja.
Uma diocese é dividida em "contratos" kontrakt (deaneries), cada um com um deão rural (em sueco: kontraktsprost), como o líder. Decanatos com uma catedral diocesana são chamados de domprosteri. Provedores titulares também podem ser nomeados, em sueco, chamado prost ou titulärprost. O reitor e ministro chefe de uma catedral é chamado domprost , "reitor da catedral" ou "reitor da catedral", e é um membro do capítulo da catedral como seu vice-presidente.
No nível da paróquia, uma paróquia é chamada de församling. Um termo mais arcaico para uma paróquia em sueco é o socken, usado tanto no registro quanto na administração da igreja. Após as reformas municipais em 1862, este último uso foi oficialmente substituído por församling, um termo que significa "congregação", originalmente e ainda usado para as congregações luteranas territoriais e não-territoriais nas cidades e também para outras congregações religiosas. Uma ou várias paróquias estão incluídas em algo chamado pastoral com um ministro chefe ou vigário chamado kyrkoherde (literalmente "pastor da igreja") e às vezes outros sacerdotes assistentes chamados komminister ( ministro ). Em uma catedral, um ministro assistente é chamado domkyrkosyssloman.
Além das 13 dioceses, a Igreja da Suécia no Exterior ( sueca : Svenska kyrkan i utlandet - SKUT) mantém mais de 40 paróquias no exterior. Originalmente uma coleção de igrejas no exterior sob a direção de um comitê do Sínodo Geral, o SKUT foi reformado a partir de 1º de janeiro de 2012 com uma estrutura quase diocesana. Sob esta remodelação ganhou um Conselho de governo, cadeiras constituintes no Sínodo Geral da Igreja da Suécia (como as 13 dioceses do continente) e pela primeira vez diáconos em tempo integral para fornecer um programa de bem-estar social ao lado do trabalho dos sacerdotes e trabalhadores leigos. : 20 No entanto, SKUT não tem seu próprio bispo, e é colocado sob a supervisão episcopal do Bispo de Visby.

Mapa das Dioceses Luteranas da Suécia

### Dioceses
A Suécia está dividida em 13 dioceses (stift), cada uma dirigida por um bispo. A Arquidiocese de Uppsala é a sede da Igreja da Suécia, tendo o seu bispo o título de Arcebispo de Uppsala.
| Dioceses                | Brasão e nome sueco | Sede episcopal |
| Arquidiocese de Uppsala | Uppsala ärkestift   | Uppsala        |
| Diocese de Linköping    | Linköpings stift    | Linköping      |
| Diocese de Skara        | Skara stift         | Skara          |
| Diocese de Strängnäs    | Strängnäs stift     | Strängnäs      |
| Diocese de Västerås     | Västerås stift      | Västerås       |
| Diocese de Växjö        | Växjö stift         | Växjö          |
| Diocese de Lund         | Lunds stift         | Lund           |
| Diocese de Gotemburgo   | Göteborgs stift     | Gotemburgo     |
| Diocese de Karlstad     | Karlstads stift     | Karlstad       |
| Diocese de Härnösand    | Härnösands stift    | Härnösand      |
| Diocese de Luleå        | Luleå stift         | Luleå          |
| Diocese de Visby        | Visby stift         | Visby          |
| Diocese de Estocolmo    | Stockholms stift    | Estocolmo      |

A Igreja da Suécia está organizada, e é gerida de forma democrática. Através de eleições eclesiásticas, os membros, com mais de 16 anos, elegem de quatro em quatro anos as Assembleias das Paróquias, as Assembleias das Dioceses e a Assembleia da Igreja da Suécia.

### Nível local – Paróquia (församling)
Os membros locais de cada uma das 1364 paróquias elegem uma Assembleia da Paróquia (Kyrkofullmäktige), que por sua vez designa um Conselho da Paróquia (Kyrkoråd). Este Conselho de Paróquia elabora um orçamento, que depois é submetido à aprovação da Assembleia de Paróquia.

### Nível regional – Diocese (stift)
Os membros de cada uma das 13 dioceses elegem uma Assembleia da Diocese (Stiftsfullmäktige), com 81 representantes, que designa um Conselho da Diocese (Stiftsstyrelse), com o respetivo Bispo como presidente.

### Nível nacional – Igreja nacional (rikskyrka)
Os membros da Igreja da Suécia elegem uma Assembleia da Igreja da Suécia (Kyrkomötet), com 251 representantes, que designa um Conselho da Igreja da Suécia (Kyrkostyrelsen). A Chancelaria da Igreja da Suécia (Kyrkokansliet) está localizada na cidade de Uppsala.

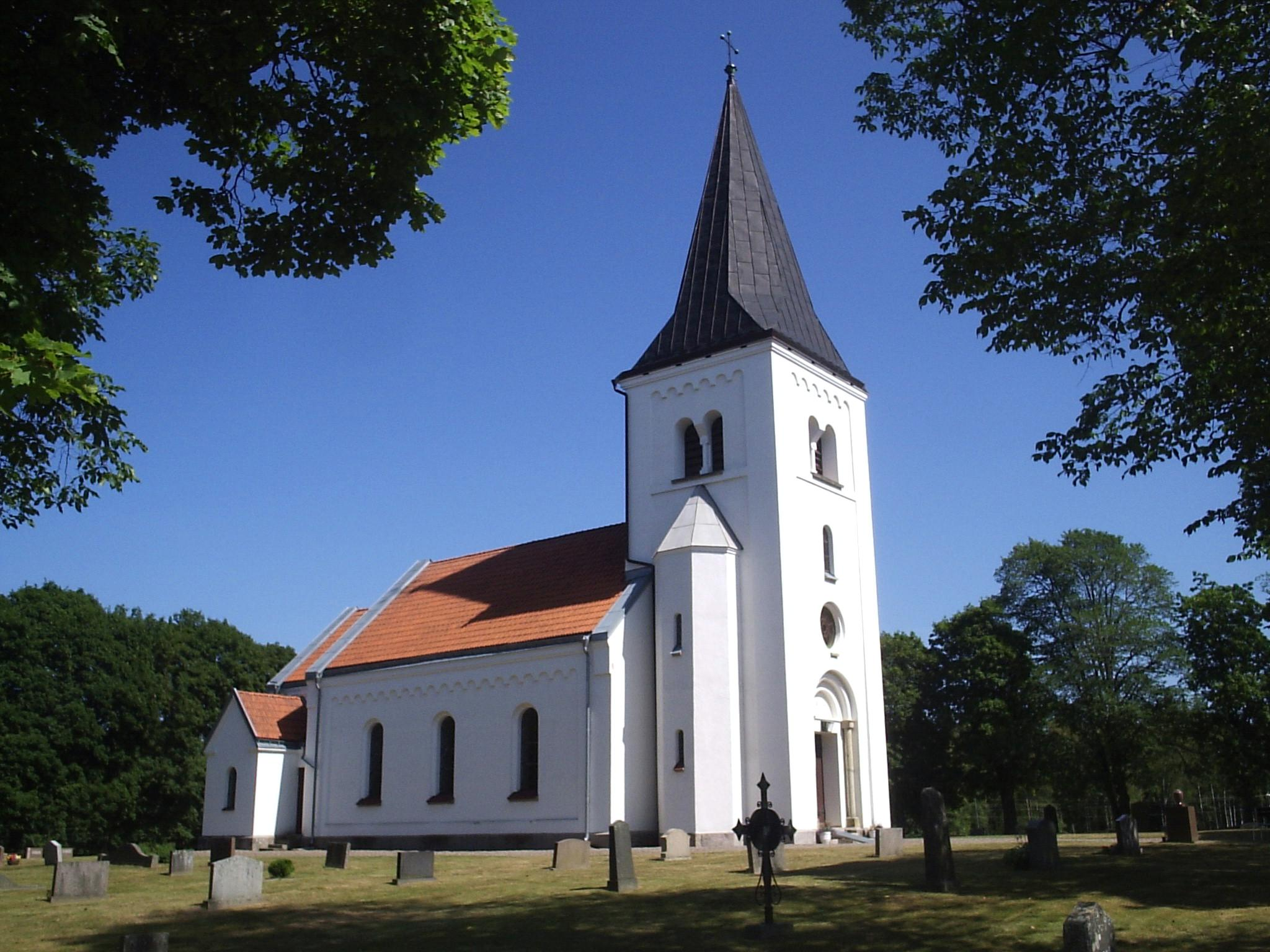
Igreja de Suntaks
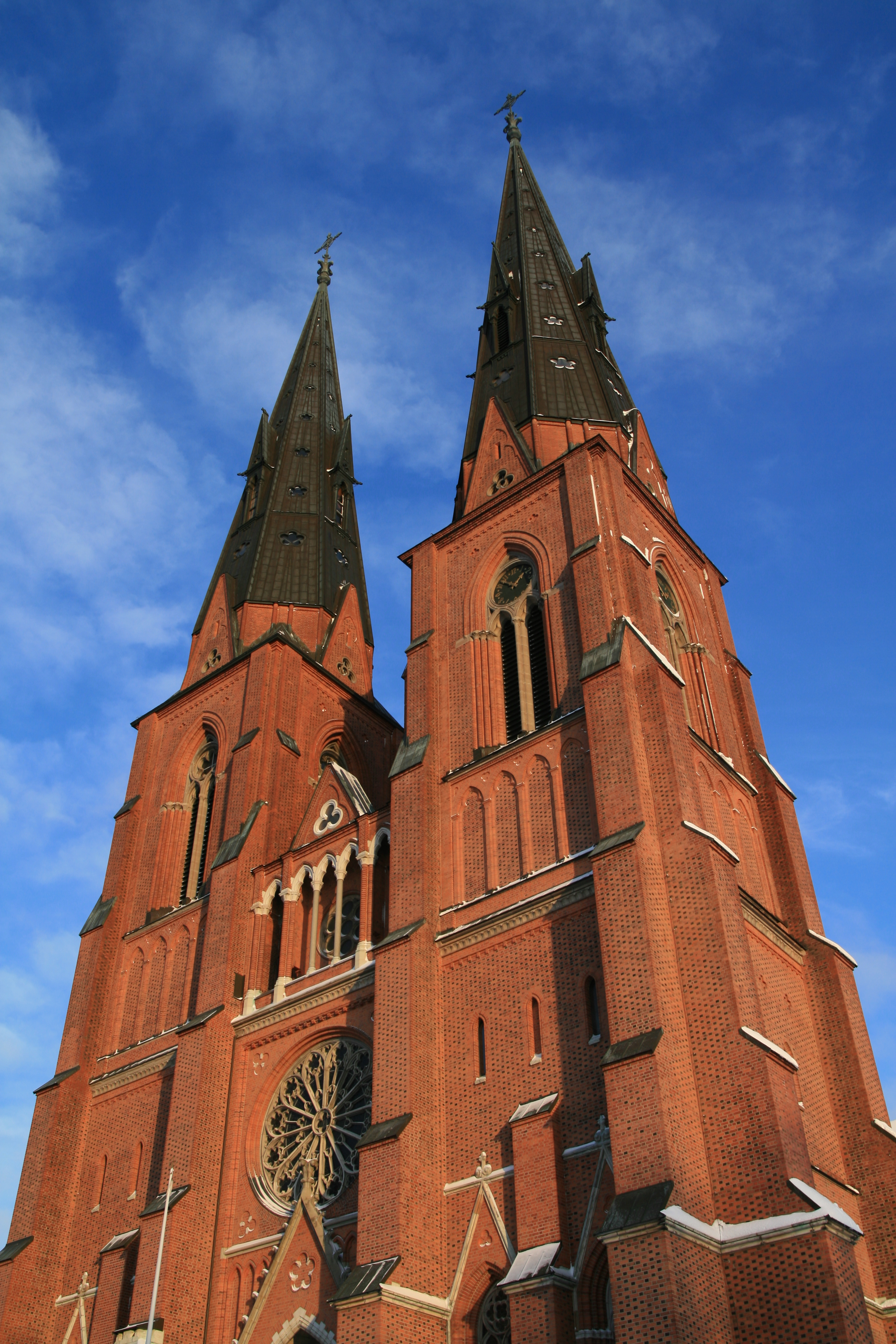
Catedral de Uppsala
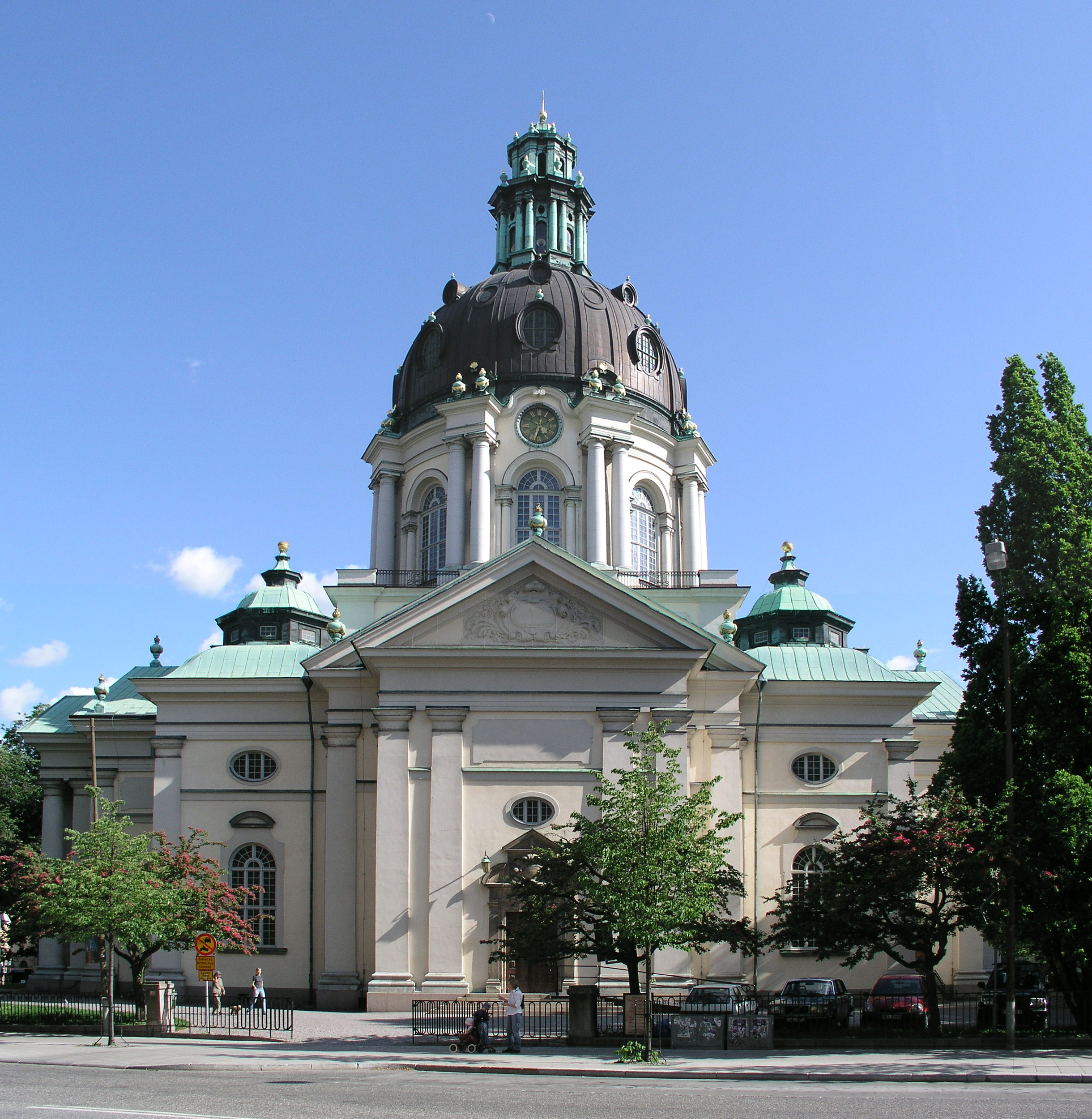
Igreja de Gustavo Vasa, Estocolmo.
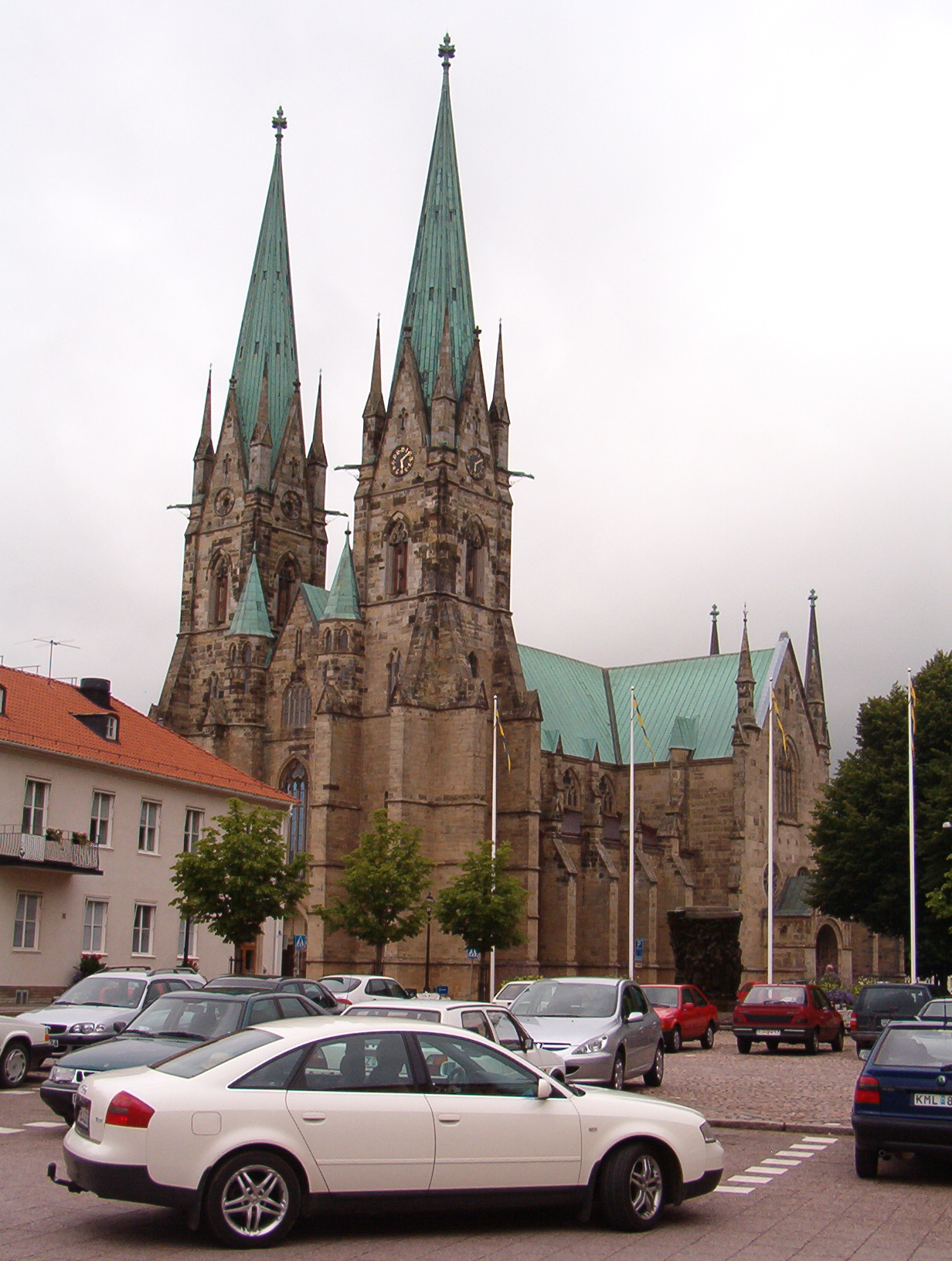
Catedral de Skara.
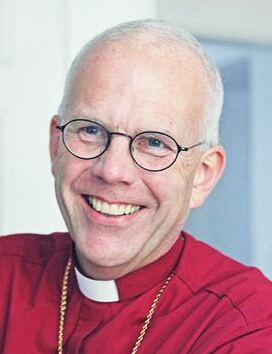
Martin Modéus arcebispo da Igreja da Suécia.